# Albert Marque
Albert Marque (Nanterre 14 de julio de 1872 - 1939) fue un escultor y fabricante de muñecas francés.
Su trabajo escultórico más destacado se refiere a esculturas de niños. Sin embargo, es más conocido por sus muñecas.
Durante la Primera Guerra Mundial, la firma de moda parisina de Jeanne Margaine-LaCroix le convenció para fabricar cien muñecas que posteriormente vestiría con ropa a medida. Estas muñecas se presentaron en París en 1915 y en muchos casos, estaban vestidas con trajes regionales franceses. Tuvieron bastante éxito, mostrándose como una respuesta patriótica a las conocidas muñecas alemanas de la época. Las muñecas se caracterizaban porque llevaban la firma A. Marque. Actualmente son unas muñecas muy valoradas por los coleccionistas por las que han llegado a pagarse hasta 300.000 dólares. Existen 25 muñecas catalogadas que se conozcan.
En ocasiones se confunde a Albert Marque con el pintor fovista Albert Marquet nacido tres años después. Ello se debe a que según indicó Henri Matisse el término fovismo apareció a partir de la crítica de Louis Vauxcelles al Salón de Otoño de 1905, en la que afirmó Mais c'est Donatello parmi les fauves (Pero, es Donatello entre las fieras), al encontrar un busto realizado por Albert Marque (comparándolo a Donatello) con los cuadros de los pintores fovistas.